# Episodi di The Wackiest Ship in the Army
La prima e unica stagione della serie televisiva The Wackiest Ship in the Army è andata in onda negli Stati Uniti dal 19 settembre 1965 al 17 aprile 1966 sulla NBC.
| nº | Titolo originale                   | Prima TV USA      |
| -- | ---------------------------------- | ----------------- |
| 1  | Shakedown                          | 19 settembre 1965 |
| 2  | The Sisters                        | 26 settembre 1965 |
| 3  | Goldbrickers                       | 3 ottobre 1965    |
| 4  | The Day the Crew Paced the Deck    | 10 ottobre 1965   |
| 5  | The Colonel and the Geisha         | 17 ottobre 1965   |
| 6  | Bottoms Up                         | 24 ottobre 1965   |
| 7  | The Stowaway                       | 31 ottobre 1965   |
| 8  | Boomer McKye                       | 7 novembre 1965   |
| 9  | Vive La Kiwi                       | 14 novembre 1965  |
| 10 | The Lady and the Luluai            | 21 novembre 1965  |
| 11 | A Shade of Kaiser Bill             | 28 novembre 1965  |
| 12 | ....and Tyler Too                  | 5 dicembre 1965   |
| 13 | Last Path to Garcia                | 12 dicembre 1965  |
| 14 | I'm Dreaming of a Wide Isthmus     | 19 dicembre 1965  |
| 15 | The Lamb Who Hunted Wolves: Part 1 | 2 gennaio 1966    |
| 16 | The Lamb Who Hunted Wolves: Part 2 | 9 gennaio 1966    |
| 17 | What Is Honor - A Word?            | 16 gennaio 1966   |
| 18 | Hail the Chief                     | 30 gennaio 1966   |
| 19 | Liberty Was a Lady                 | 6 febbraio 1966   |
| 20 | My Father's Keeper                 | 13 febbraio 1966  |
| 21 | Brother Love                       | 20 febbraio 1966  |
| 22 | And Two If by Sea                  | 27 febbraio 1966  |
| 23 | The Ghost of Lord Nelson-San       | 6 marzo 1966      |
| 24 | Voyage to Never Never              | 13 marzo 1966     |
| 25 | Girl in the Polka-Dot Swimsuit     | 20 marzo 1966     |
| 26 | Chinese Checkers                   | 27 marzo 1966     |
| 27 | My Island                          | 3 aprile 1966     |
| 28 | Fun Has More Blondes               | 10 aprile 1966    |
| 29 | Routine Assignment                 | 17 aprile 1966    |

## Shakedown
- Prima televisiva: 19 settembre 1965

### Trama
- Guest star: James Hong (Agaki), Jack Soo (Shiru), Karen Steele (Smitty)

## The Sisters
- Prima televisiva: 26 settembre 1965
- Diretto da: George Marshall
- Scritto da: Danny Arnold

### Trama
- Guest star: Antoinette Bower, Patricia Dunn, Diana Hyland (Margaret Cochran), Irene Tsu (ragazza nativa)

## Goldbrickers
- Prima televisiva: 3 ottobre 1965

### Trama
- Guest star: Michael Ansara, George Takei

## The Day the Crew Paced the Deck
- Prima televisiva: 10 ottobre 1965

### Trama
- Guest star: June Dayton (Tina Vasek), Bill Zuckert (generale Cross), Mike Kellin (C.P.O. Willie Miller), Rudy Solari (Sherman Nagurski), Don Penny (cuoco Charles Tyler), Fred Smoot (Seymour Trivers), Charles Irving (ammiraglio Vincent Beckett), Ford Rainey (Vasek)

## The Colonel and the Geisha
- Prima televisiva: 17 ottobre 1965

### Trama
- Guest star: David Chow, Nobu McCarthy

## Bottoms Up
- Prima televisiva: 24 ottobre 1965

### Trama
- Guest star: Bill Glover, Anne Sargent

## The Stowaway
- Prima televisiva: 31 ottobre 1965

### Trama
- Guest star: Jerry Fujikawa, Ruta Lee

## Boomer McKye
- Prima televisiva: 7 novembre 1965

### Trama
- Guest star: Chips Rafferty, Hedley Mattingly, Maurice Dallimore, Jerry Fujikawa, Joe Higgins, Leon Lontoc, Clive Wayne

## Vive La Kiwi
- Prima televisiva: 14 novembre 1965

### Trama
- Guest star: Eric Braeden, Andre Philippe, Milton Selzer

## The Lady and the Luluai
- Prima televisiva: 21 novembre 1965

### Trama
- Guest star: Peter Brooks, Hazel Court (Beautiful Woman), Rupert Crosse, Harry Morgan

## A Shade of Kaiser Bill
- Prima televisiva: 28 novembre 1965

### Trama
- Guest star: Barbara Shelley, Greg Mullavey, Oscar Beregi Jr., Grant Woods

## ....and Tyler Too
- Prima televisiva: 5 dicembre 1965

### Trama
- Guest star: Jack Dodson, Jack Collins, Steve Bell, Herb Voland

## Last Path to Garcia
- Prima televisiva: 12 dicembre 1965

### Trama
- Guest star: Keye Luke, BarBara Luna

## I'm Dreaming of a Wide Isthmus
- Prima televisiva: 19 dicembre 1965

### Trama
- Guest star: Antoinette Bower, Diana Hyland (Margaret Cochran)

## The Lamb Who Hunted Wolves: Part 1
- Prima televisiva: 2 gennaio 1966

### Trama
- Guest star: Richard Loo, Gail Kobe, John Anderson, Marc Cavell, James Hong, Christopher Riordan (soldato ferito), Fred Smoot (Seymour Trivers), Mike Kellin (CPO Willie Miller), Rudy Solari (Sherman Nagurski), Joe Turkel

## The Lamb Who Hunted Wolves: Part 2
- Prima televisiva: 9 gennaio 1966

### Trama
- Guest star: Fred Smoot (Machinist's Mate Seymour Trivers), Don Penny (cuoco Charles Tyler), Mike Kellin (CPO Willie Miller), John Anderson (sergente), Gail Kobe (tenente Patricia Latham), Richard Loo (ammiraglio), James Hong (tenente), Joe Turkel, Marc Cavell, Rudy Solari (Sherman Nagurski), Christopher Riordan (soldato ferito)

## What Is Honor - A Word?
- Prima televisiva: 16 gennaio 1966

### Trama
- Guest star: Don Collier (capitano Foley), Robert Loggia

## Hail the Chief
- Prima televisiva: 30 gennaio 1966

### Trama
- Guest star: Leon Lontoc

## Liberty Was a Lady
- Prima televisiva: 6 febbraio 1966

### Trama
- Guest star: Lou Antonio (Jocko), Jill Ireland

## My Father's Keeper
- Prima televisiva: 13 febbraio 1966

### Trama
- Guest star: Mike Kellin (capitano Miller), Harry Bellaver, George Takei

## Brother Love
- Prima televisiva: 20 febbraio 1966

### Trama
- Guest star: Antoinette Bower, Barbara Shelley

## And Two If by Sea
- Prima televisiva: 27 febbraio 1966

### Trama
- Guest star: Lloyd Bochner

## The Ghost of Lord Nelson-San
- Prima televisiva: 6 marzo 1966

### Trama
- Guest star: Nancy Kovack

## Voyage to Never Never
- Prima televisiva: 13 marzo 1966

### Trama
- Guest star: John Holland

## Girl in the Polka-Dot Swimsuit
- Prima televisiva: 20 marzo 1966

### Trama
- Guest star: Tad Horino, Sharon Farrell, Aki Aleong, Henry Chung, George Zaima

## Chinese Checkers
- Prima televisiva: 27 marzo 1966

### Trama
- Guest star: William Bramley, Ellen Madison

## My Island
- Prima televisiva: 3 aprile 1966

### Trama
- Guest star: Stefan Schnabel

## Fun Has More Blondes
- Prima televisiva: 10 aprile 1966

### Trama
- Guest star: Felice Orlandi, Leonard Strong

## Routine Assignment
- Prima televisiva: 17 aprile 1966

### Trama
- Guest star: Christopher Riordan (giovane ufficiale), Vito Scotti, Raymond St. Jacques